# Hans Hansen Resen
Hans Hansen Resen, född den 19 oktober 1596, död den 3 april 1653, var en dansk teolog, biskop på Själland från 1652 till sin död. Han var son till Hans Poulsen Resen.
Efter skolgång i Danmark reste han 1615 till Wittenberg för att studera teologi. Åter i Danmark blev han rektor för Herulfsholms skola, därefter professor i filosofi vid universitetet i Köpenhamn från 1624, i teologi från 1635. Han tog doktorsgrad i teologi 1636. År 1624 hade han gift sig med styvsystern Thale Vinstrup, dotter till Peder Vinstrup, syster till Peder Winstrup. De fick flera barn, bland andra den senare juristen Peder Hansen Resen. Hans hustru dog dagen efter hans begravning.